# Zakon o dolgotrajni oskrbi
Zakon o dolgotrajni oskrbi (kratica: ZDOsk) je zakon, ki je v Republiki Sloveniji v uporabi od 18. januarja 2022. Državni zbor Republike Slovenije ga je sprejel 9. decembra 2021, v Uradnem listu (št. 196/21) pa je bil objavljen 17. decembra istega leta.

## Uzakonitev
Poskusi zakonske ureditve dolgotrajne oskrbe so bili v slovenski politiki prisotni okoli dvajset let. Zadnji predlog Zakona o dolgotrajni oskrbi je bil v javno obravnavo poslan 21. avgusta 2021. 16. maja naslednje leto je bil poslan v usklajevanje koalicije 14. vlade Republike Slovenije. 31. maja je bil predlog zakona poslan v medresorsko usklajevanje, 24. junija 2021 pa ga je sprejela vlada. Državni zbor Republike Slovenije je o zakonu glasoval 9. decembra 2021; »za« je glasovalo 44 poslancev, »proti« pa 42. Zakon bi sicer moral začeti veljati v začetku leta, a je nova, 15. vlada Republike Slovenije, začetek veljavnosti premaknila na april 2024, saj je bila po mnenju ministra za delo, družino, socialne zadeve in enake možnosti Luke Mesca zakonska vsebina pomanjkljiva.

## Vsebina
Prvič člen zakona pravi:
(1) Ta zakon ureja sistem dolgotrajne oskrbe (v nadaljnjem besedilu: DO), pravice in obveznosti izvajalcev ter upravičencev do DO, naloge Republike Slovenije in samoupravnih lokalnih skupnosti v zvezi z DO ter vire in način financiranja DO v Republiki Sloveniji.

(2) DO predstavlja niz ukrepov, storitev in aktivnosti, namenjenih osebam, ki so zaradi posledic bolezni, starostne oslabelosti, poškodb, invalidnosti, pomanjkanja ali izgube intelektualnih sposobnosti v daljšem časovnem obdobju, ki ni krajše od treh mesecev, ali trajno odvisne od pomoči drugih oseb pri opravljanju osnovnih in podpornih dnevnih opravil.